# Нородом (династия)

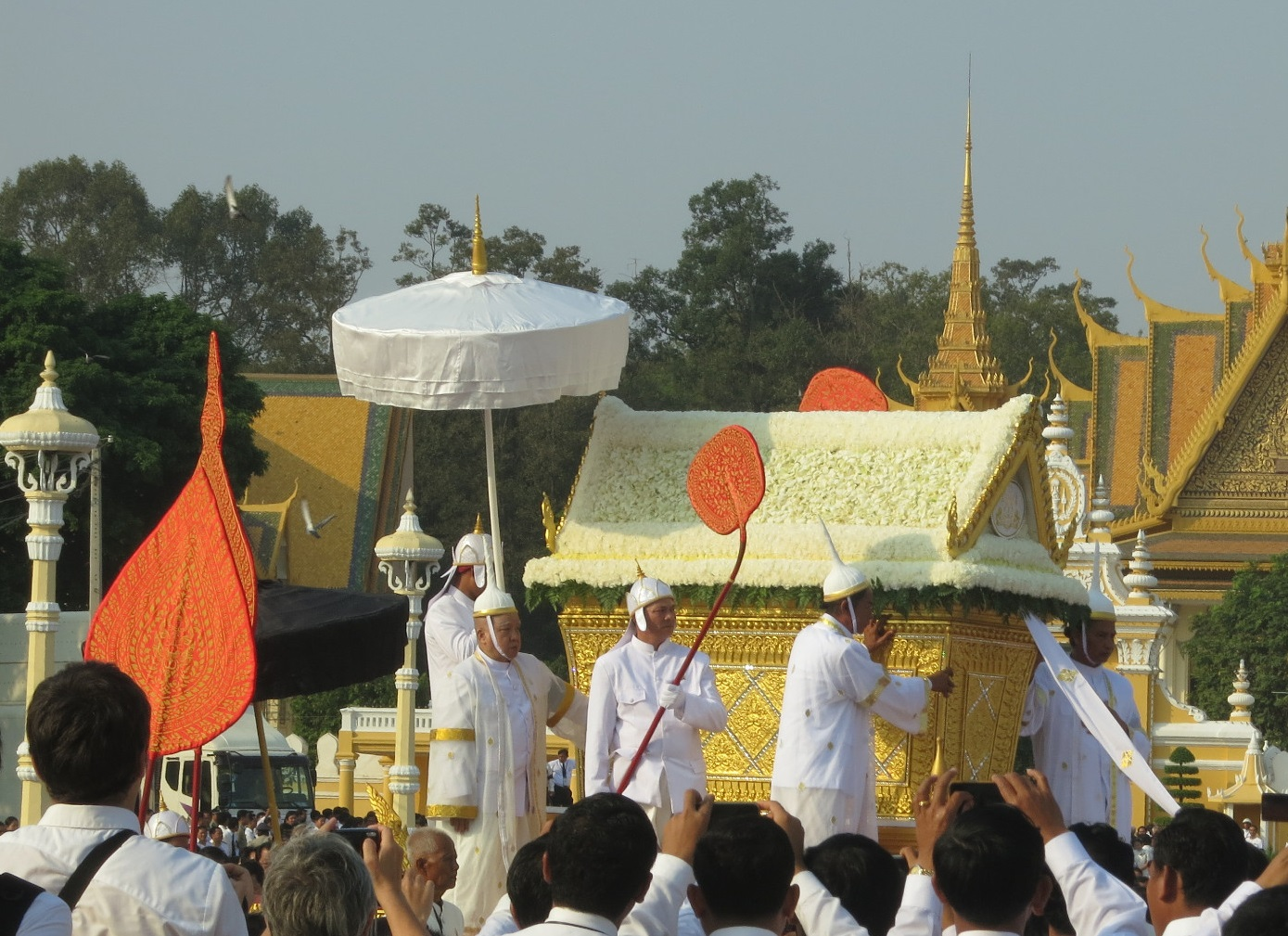
Похороны экс-короля Нородом Сианука (2012)

Нородо́м (кхмер. នរោត្តម) — одна из двух ныне существующих королевских династий Камбоджи. Основана в 1860 году «Великим Королём» Анг Дуонгом и названа в честь одного из сыновей — короля Нородома I. В настоящее время главой королевского дома и правящим королём является Нородом Сиамони.
В Камбодже каждый год на государственном уровне отмечаются дни рождения правящего короля и его родителей.

## Представители королевской династии
Среди представителей королевской династии Нородом было четыре короля, две королевы и три премьер-министра.

### Члены династии
- Нородом I (1834—1904)
- Нородом Сутарот (1872—1945)
- Нородом Пангангам (1874—1944)
- Нородом Канвиман Норлектеви (1876—1912)
- Нородом Сурамарит (1896—1960)
- Сисоват Коссамак (1904—1975; по мужу)
- Нородом Нориндет (1906 — 1975?)
- Нородом Пхуриссара (1919 — 1976/1977)
- Нородом Кантол (1920—1976)
- Нородом Мониссара (1922—1975)
- Нородом Сианук (1922—2012)
- Нородом Монинеат (род. 1936)
- Нородом Вачера (1946—2013)
- Нородом Сиривуд (род. 1951)
- Нородом Юванет (род. 1943)
- Нородом Ранарит (1944—2021)
- Нородом Бопхадеви (род. 1943)
- Нородом Чакрапонг (род. 1945)
- Нородом Нарадипо (1946 — 1976?)
- Нородом Мари Ранарид (род. 1948; по мужу)
- Нородом Кунта Бопа (1948—1952)
- Нородом Сиамони (род. 1953)
- Нородом Сома (род. 1969)
- Нородом Нариндрапонг (1954—2003)
- Нородом Ратанадеви (род. 1974)
- Нородом Арун Расмей (род. 1955)